# Câu lạc bộ bóng đá Xi măng The Vissai Ninh Bình
Câu lạc bộ bóng đá Xi măng The Vissai Ninh Bình, thường được gọi tắt là Vissai Ninh Bình, từng là một câu lạc bộ bóng đá chuyên nghiệp có trụ sở tại Ninh Bình, Việt Nam. 

## Lịch sử
Sự hình thành và phát triển của bóng đá Ninh Bình được tính từ thời của Đội bóng đá Công nghiệp Hà Nam Ninh, đội bóng từng đoạt chức vô địch giải A1 toàn quốc năm 1985 và giải thể bốn năm sau đó. Năm 1991, Đội bóng đá Ninh Bình được thành lập dưới sự quản lý của Sở Thể dục Thể thao tỉnh Ninh Bình. Trong nhiều năm sau đó, đội thi đấu với thành tích trung bình ở các giải hạng dưới trong hệ thống giải đấu bóng đá Việt Nam và sớm bị giải tán.
Năm 2002, đội bóng đá Công an Thành phố Hồ Chí Minh giải thể và trở thành Câu lạc bộ bóng đá Ngân hàng Đông Á, trước khi được chuyển giao cho tập đoàn Đồng Tâm và đổi tên thành Đội bóng đá Sơn Đồng Tâm Long An vào năm 2005. Cuối năm 2006, đội bóng Sơn Đồng Tâm Long An tiếp tục được chuyển chủ sở hữu sang Công ty thể thao Hoàng Phát và thay đổi trụ sở từ Long An về Ninh Bình. Đội cũng thay đổi tên gọi thành Câu lạc bộ bóng đá Xi măng Vinakansai Ninh Bình với suất thi đấu giải hạng Nhất Quốc gia mà Sơn Đồng Tâm Long An để lại. Tuy nhiên, họ không thể tham dự giải bóng đá Cúp Quốc gia trong giai đoạn 2007 đến 2009, khi công ty Xi măng Vinakansai cũng đồng thời là nhà tài trợ của giải đấu. Đến năm 2009, đội chính thức sử dụng tên gọi Câu lạc bộ bóng đá Xi măng The Vissai Ninh Bình, đoạt chức vô địch giải hạng Nhất và giành quyền thi đấu ở Giải bóng đá Vô địch Quốc gia kể từ năm 2010.
Năm 2014 là mùa giải đầu tiên mà Vissai Ninh Bình giành quyền chơi một giải đấu cấp châu lục, Cúp AFC. Tuy nhiên, bất chấp chuỗi thành tích ấn tượng tại vòng bảng, đội đã vướng vào một nghi án dàn xếp tỷ số nghiêm trọng khi 11 cầu thủ của họ đã thừa nhận có tham gia bán độ hoặc nhận tiền từ trận thắng câu lạc bộ Malaysia Kelantan 3–2 trên sân khách. Ngay sau đó, chủ tịch câu lạc bộ Hoàng Mạnh Trường đã quyết định rút đội bóng ra khỏi tất cả các giải đấu trong nước với lý do câu lạc bộ đã mất gần hết các trụ cột, nhưng họ vẫn tiếp tục thi đấu tại AFC Cup vì danh dự quốc gia.
Vào ngày 6 tháng 1 năm 2015, ông bầu Hoàng Mạnh Trường chính thức tuyên bố giải thể câu lạc bộ và bàn giao toàn bộ lực lượng tuyến trẻ cho địa phương. Sau đó, ban lãnh đạo lại có quyết định tập hợp trở lại các cầu thủ thuộc lứa U-15 và U-19 của câu lạc bộ để tái lập thành một đội bóng mới. Đội quay trở lại đăng ký thi đấu từ Giải bóng đá hạng Ba Quốc gia mùa giải 2015 nhưng không vượt qua được vòng loại bảng A. Cuối năm 2015, chủ tịch Hoàng Mạnh Trường đã nộp đơn lên Liên đoàn bóng đá Việt Nam (VFF) để đề nghị cho phép Vissai Ninh Bình tham dự trở lại V.League từ năm 2017, song yêu cầu đã bị từ chối.
Cho đến năm 2023, tỉnh Ninh Bình có thêm một đội bóng chơi ở giải hạng Nhất là Câu lạc bộ bóng đá Phù Đổng Ninh Bình, sau đổi tên thành Câu lạc bộ bóng đá Ninh Bình.

## Danh hiệu

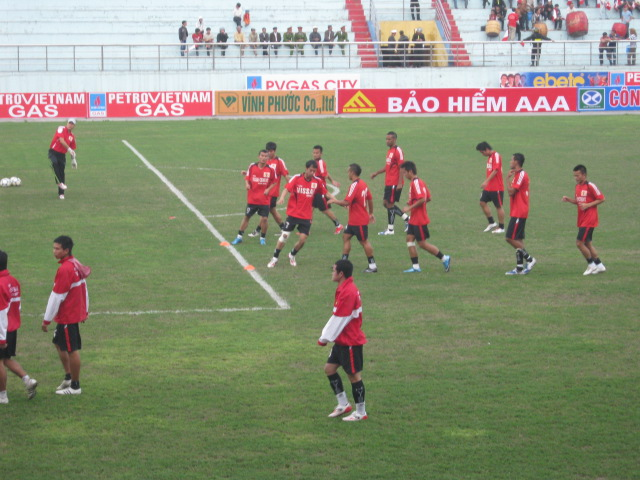
Cầu thủ Ninh Bình trên sân tập

- Cúp Quốc gia: 1

- Vô địch: 2013

- Siêu cúp bóng đá Việt Nam: 1

- Vô địch: 2013

- Giải hạng nhất: 1

- Vô địch: 2009

## Thành tích thi đấu

### Thành tích trong nước
| Chú giải màu sắc | Chú giải màu sắc |
| ---------------- | ---------------- |
| Vô địch          |                  |
| Á quân           |                  |
| Hạng ba          |                  |
| Hạng tư          |                  |
| Thăng hạng       |                  |
| Tranh trụ hạng   | Thắng play-off   |
| Tranh trụ hạng   | Thua play-off    |
| Xuống hạng       |                  |

| Thành tích của Xi măng The Vissai Ninh Bình từ khi thành lập | Thành tích của Xi măng The Vissai Ninh Bình từ khi thành lập | Thành tích của Xi măng The Vissai Ninh Bình từ khi thành lập | Thành tích của Xi măng The Vissai Ninh Bình từ khi thành lập | Thành tích của Xi măng The Vissai Ninh Bình từ khi thành lập | Thành tích của Xi măng The Vissai Ninh Bình từ khi thành lập | Thành tích của Xi măng The Vissai Ninh Bình từ khi thành lập | Thành tích của Xi măng The Vissai Ninh Bình từ khi thành lập | Thành tích của Xi măng The Vissai Ninh Bình từ khi thành lập | Thành tích của Xi măng The Vissai Ninh Bình từ khi thành lập | Thành tích của Xi măng The Vissai Ninh Bình từ khi thành lập | Thành tích của Xi măng The Vissai Ninh Bình từ khi thành lập | Thành tích của Xi măng The Vissai Ninh Bình từ khi thành lập |
| Năm                                                          | Hạng đấu                                                     | Hạng đấu                                                     | Hạng đấu                                                     | Hạng đấu                                                     | Thành tích                                                   | St                                                           | T                                                            | H                                                            | B                                                            | Bt                                                           | Bb                                                           | Điểm                                                         |
| Năm                                                          | I                                                            | II                                                           | III                                                          | IV                                                           | Thành tích                                                   | St                                                           | T                                                            | H                                                            | B                                                            | Bt                                                           | Bb                                                           | Điểm                                                         |
| ------------------------------------------------------------ | ------------------------------------------------------------ | ------------------------------------------------------------ | ------------------------------------------------------------ | ------------------------------------------------------------ | ------------------------------------------------------------ | ------------------------------------------------------------ | ------------------------------------------------------------ | ------------------------------------------------------------ | ------------------------------------------------------------ | ------------------------------------------------------------ | ------------------------------------------------------------ | ------------------------------------------------------------ |
| 2007                                                         |                                                              |                                                              |                                                              |                                                              | Thứ 7                                                        | 26                                                           | 9                                                            | 9                                                            | 8                                                            | 37                                                           | 29                                                           | 36                                                           |
| 2008                                                         |                                                              |                                                              |                                                              |                                                              | Thứ 5                                                        | 26                                                           | 11                                                           | 8                                                            | 7                                                            | 32                                                           | 27                                                           | 41                                                           |
| 2009                                                         |                                                              |                                                              |                                                              |                                                              | Vô địch                                                      | 24                                                           | 16                                                           | 5                                                            | 3                                                            | 38                                                           | 9                                                            | 53                                                           |
| 2010                                                         |                                                              |                                                              |                                                              |                                                              | Thứ 11                                                       | 26                                                           | 8                                                            | 10                                                           | 8                                                            | 33                                                           | 34                                                           | 34                                                           |
| 2011                                                         |                                                              |                                                              |                                                              |                                                              | Thứ 4                                                        | 26                                                           | 11                                                           | 6                                                            | 9                                                            | 37                                                           | 36                                                           | 39                                                           |
| 2012                                                         |                                                              |                                                              |                                                              |                                                              | Thứ 8                                                        | 26                                                           | 10                                                           | 3                                                            | 13                                                           | 40                                                           | 49                                                           | 33                                                           |
| 2013                                                         |                                                              |                                                              |                                                              |                                                              | Thứ 10                                                       | 20                                                           | 4                                                            | 6                                                            | 10                                                           | 23                                                           | 32                                                           | 18                                                           |
| 2014                                                         |                                                              |                                                              |                                                              |                                                              | Rút lui                                                      | Rút lui                                                      | Rút lui                                                      | Rút lui                                                      | Rút lui                                                      | Rút lui                                                      | Rút lui                                                      | Rút lui                                                      |
| 2015                                                         |                                                              |                                                              |                                                              |                                                              | Thứ 3 bảng A                                                 | 5                                                            | 2                                                            | 2                                                            | 1                                                            | 7                                                            | 3                                                            | 8                                                            |

### Thành tích quốc tế
| Mùa giải | Giải đấu | Vòng đấu    | Đối thủ            | Sân nhà | Sân khách |
| -------- | -------- | ----------- | ------------------ | ------- | --------- |
| 2014     | AFC Cup  | Vòng bảng   | Nam Hoa            | 1–1     | 3–1       |
| 2014     | AFC Cup  | Vòng bảng   | Yangon United      | 3–2     | 4–1       |
| 2014     | AFC Cup  | Vòng bảng   | Kelantan           | 4–0     | 3–2       |
| 2014     | AFC Cup  | Vòng 16 đội | Churchill Brothers | 4–2     | -         |
| 2014     | AFC Cup  | Tứ kết      | Kitchee            | 2–4     | 1–0       |

## Huấn luyện viên
| Huấn luyện viên | Quốc tịch | Năm             |
| --------------- | --------- | --------------- |
| Nguyễn Văn Sỹ   | Việt Nam  | 06/2011-2014    |
| Nguyễn Đức Cảnh | Việt Nam  | 05/2011-06/2011 |
| Nguyễn Văn Sỹ   | Việt Nam  | 10/2010-5/2011  |
| Lê Thụy Hải     | Việt Nam  | 03/2010-08/2010 |
| Robert Lim      | Singapore | 01/2010-03/2010 |
| Edson Tavares   | Brasil    | 11/2009-12/2009 |
| Nguyễn Văn Sỹ   | Việt Nam  | 03/2009-11/2009 |
| Đoàn Minh Xương | Việt Nam  | 10/2008-03/2009 |
| Nguyễn Văn Sỹ   | Việt Nam  | 07/2008-10/2008 |
| Hà Văn Thìn     | Việt Nam  | 05/2008-07/2008 |
| Vũ Trường Giang | Việt Nam  | 10/2007-05/2008 |
| Phạm Anh Tuấn   | Việt Nam  | 04/2007-09/2007 |
| Văn Sỹ Hùng     | Việt Nam  | 12/2006-04/2007 |

## Sân vận động

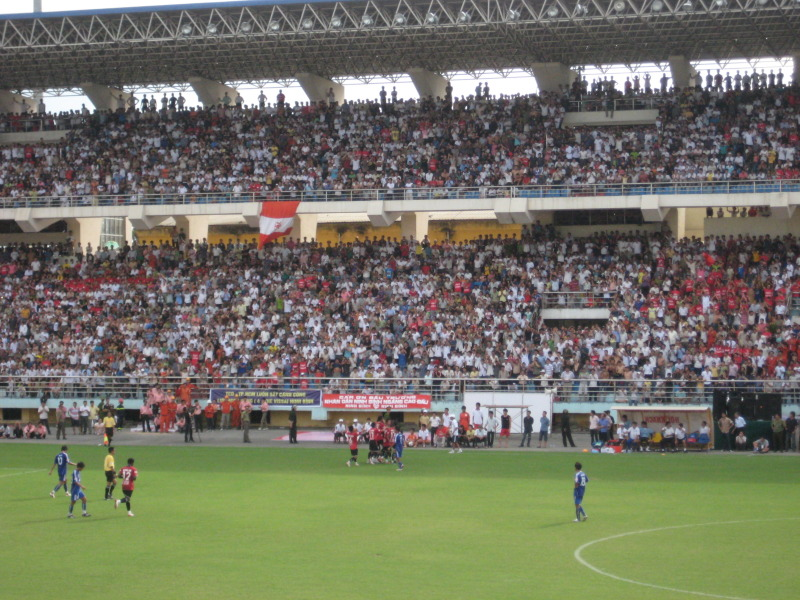
Khán giả tại sân vận động Ninh Bình trong một trận đấu.

Sân vận động Ninh Bình nằm tại phường Tân Thành của thành phố Ninh Bình, tỉnh Ninh Bình, cách Hà Nội 92 km và kề ngay sát Quốc lộ 1. Năm 2003, sân vận động được chọn là một trong những địa điểm thi đấu dự phòng cho SEA Games 22 nên đã được tu sửa và nâng cấp hệ thống đèn chiếu sáng. Toàn bộ sân đấu có khoảng 20.000 chỗ ngồi, trong đó khán đài A gồm hai tầng với kết cấu mái che bằng thép.

## Logo câu lạc bộ

Xi măng Vinakansai Ninh Bình
Xi măng The Vissai Ninh Bình